# Pterocomma beulahense
Pterocomma beulahense är en insektsart som först beskrevs av Cockerell, T.D.A. 1904.  Pterocomma beulahense ingår i släktet Pterocomma och familjen långrörsbladlöss. Inga underarter finns listade i Catalogue of Life.